# Christian Frölich
Christian Frölich (* 8. Mai 1968 in Göttingen) ist ein deutscher Politiker (CDU). Seit 2022 ist er Abgeordneter des Niedersächsischen Landtags.

## Leben
Frölich wuchs in Rosdorf auf. Nachdem er 1987 das Abitur abgelegt hatte, leistete er Wehrdienst bei der Marine. Anschließend absolvierte er eine Maurerlehre im elterlichen Baugeschäft August Frölich GmbH. Von 1990 bis 1995 studierte er Wirtschaftsingenieurwesen mit dem Schwerpunkt Bauingenieurwesen an der Technischen Universität Braunschweig. Er schloss das Studium mit dem Diplom ab. Von 1995 bis 1997 war er bei der Bilfinger + Berger Bauaktiengesellschaft in Mannheim beschäftigt. Seit 1997 ist er im elterlichen Baugeschäft August Frölich GmbH in Rosdorf tätig, davon seit 1998 als geschäftsführender Gesellschafter. Seit 2014 ist er Kreishandwerksmeister der Kreishandwerkerschaft Südniedersachsen.
Frölich ist verheiratet, hat zwei Kinder und lebt in Rosdorf.

## Politik
Frölich ist seit 1992 Mitglied der CDU. Seit der Kommunalwahlen in Niedersachsen 2006 ist er Mitglied des Gemeinderats von Rosdorf.
Bei der Landtagswahl in Niedersachsen 2022 zog Frölich über das Direktmandat im Wahlkreis Duderstadt in den Niedersächsischen Landtag ein.